# Han (district)
Han is een Turks district in de provincie Eskişehir en telt 2.526 inwoners (2007). Het district heeft een oppervlakte van 249,6 km². Hoofdplaats is Han.
De bevolkingsontwikkeling van het district is weergegeven in onderstaande tabel.
| 1997  | 2000  | 2007  |
| ----- | ----- | ----- |
| 3.894 | 3.681 | 2.526 |